# Certosa di Pavia (comune)
Certosa di Pavia (Certusa dè Pavia o La Certùsa in dialetto pavese) è un comune italiano di 5 536 abitanti della provincia di Pavia in Lombardia. È situato nel Pavese, a circa 6 km a nord del capoluogo, presso il Naviglio Pavese. 
 Il paese prende il nome dal monastero certosino, la Certosa di Pavia ovvero il monastero Santa Maria delle Grazie GRA-CAR (Gratiarum Carthusia), situato nel territorio del comune. Il monastero fu fondato nel 1396, al margine settentrionale del Parco Visconteo a nord del castello di Pavia, per volere di Gian Galeazzo Visconti. 
 Nello stemma comunale è riportata l'abbreviazione "GRA-CAR" di Gratiarum Chartusiae, Certosa delle Grazie.

## Storia
Le prime tribù che s'insediarono nella Pianura padana furono i Liguri e gli Umbri, che si limitarono alla coltivazione delle poche zone fertili. Con l'avvento degli Etruschi, furono attuate opere di canalizzazione e di drenaggio mirate all'arginamento del fiume Po.

In epoca romana i terreni furono divisi secondo il metodo della centuriazione, in modo che ogni fondo avesse una superficie costante e regolare pari a circa cinquanta ettari. Tale suddivisione diede origine ad una rete di strade che correvano parallele a quella che ancora oggi collega Milano a Pavia; ne esiste ancora una che passa in adiacenza al muraglione della Certosa e giunge fino al cimitero di Borgarello.

Questi territori passarono poi sotto il dominio dei Goti, dei Longobardi (dei quali la città di Pavia fu capitale) e dei Franchi, senza perdere la loro forte identità agricola.

Successivamente i terreni vennero anche suddivisi nei primi latifondi. Intorno al 1100 il Comune di Borgarello, uno dei più potenti della zona, fece costruire un castello a pianta quadrata proprio nella comunità "in Burgari", che corrisponde all'originario nucleo abitativo di Torre del Mangano. L'espressione in Burgari deriva probabilmente dal sostantivo burgaria, che significa "brughiera" e descrive la condizione del territorio a quell'epoca. Il nome di Torre del Mangano trae origine quasi certamente dalla nobile famiglia del Mangano che, in epoca comunale, possedeva il castello. Tale fortezza fu venduta nel 1397 ai monaci Certosini.
Nel 1359 Gian Galeazzo II Visconti conquistò Pavia; egli diede inizio alla costruzione del castello e del parco annesso e, con il secondo ampliamento, fece includere anche Torre del Mangano nei terreni circondati dalle mura di recinzione. Una delle porte si trovava in corrispondenza a quella che oggi è la cascina di Porta d'Agosto. Proprio a questo periodo risale anche la costruzione del canale Navigliaccio, tra Binasco e Pavia, e del monumento della Certosa, fondato nel 1396 e consacrato nel 1497. La Certosa rappresentò per il territorio una ricchezza non solo dal punto di vista religioso e culturale, ma anche economico. I monaci Certosini determinarono infatti il miglioramento della produttività agricola mediante l'uso delle marcite, che consentivano di ottenere più di un taglio d'erba l'anno, e delle "conserve", luoghi interrati e riempiti di ghiaccio dove conservare gli alimenti.
Nei secoli si susseguirono le dominazioni straniere: Spagnoli prima, Francesi ed Austriaci poi, spadroneggiarono in questi territori fino all'unità d'Italia.

L'assetto di Torre del Mangano, dal periodo visconteo, rimase pressoché invariato fino all'ultimo dopoguerra. Era un piccolo paese: gli edifici sorgevano nelle odierne vie Case Nuove, Fratelli Cairoli, Partigiani, in Vicolo San Michele e ai lati del Viale Certosa. Le campagne circostanti davano il lavoro ad alcune famiglie, mentre coloro che non facevano i contadini erano assunti presso i Molini Certosa, la Galbani o in fonderie a Pavia.
Nel 1859 furono costruite le prime case sul viale, ma l'area adiacente al monumento rimase fortunatamente inalterata. Dietro alle mura della Certosa e vicino allo stabilimento Galbani ad est, come anche alla fine di via Marconi ad ovest, sorgevano due fornaci che producevano mattoni.
Dal 1871 il comune di Cascine Calderari fu soppresso e unito a quello di Torre del Mangano, che — in seguito al regio decreto legge del 31 gennaio 1929 — assunse la denominazione di Certosa di Pavia e riunì anche il comune di Torriano e il comune di Borgarello. La nascita d'importanti industrie nelle città vicine, assieme alla strada statale che attraversa il paese unendo comodamente Milano a Pavia, determinarono un notevole accrescimento urbano; nel 1946 sorsero in via Repubblica le prime villette e la Cademartori.
Nel 1958 Borgarello tornò ad essere comune autonomo e attualmente le frazioni di Certosa sono: Cascine Calderari, Samperone e Torriano.
- Torre del Mangano, situata in una zona dipendente da Pavia fin da epoca remota, risalente al secolo XIV e indicato come appartenente al Barco Novo, la riserva di caccia estesa tra il Castello di Pavia e la Certosa conosciuta poi come Parco Visconteo. La porta che tuttora si trova nel paese sulla exSS35 vicino alla chiesa di San Michele Arcangelo si apriva nel muro di cinta del parco. Anche dopo la decadenza di tale parco, continuò fino al XVIII secolo a esistere la circoscrizione amministrativa del Parco Nuovo, di cui Torre del Mangano faceva parte. Era feudo del monastero della Certosa. Nel 1872 vennero uniti a Torre del Mangano i soppressi comuni di Cassine Sirigari, Cassine Calderari e Villalunga. Nel 1929 andò a formare il comune di Certosa di Pavia (ma Villalunga e Cassine Sirigari — o Cassinino — furono uniti a Pavia). Sulla parte laterale di quanto rimane della porta di accesso al borgo di Torre del Mangano, una stele ricorda i caduti di Certosa di Pavia nelle due guerre mondiali combattute dall'Italia, la Grande Guerra 1915-18 e la Seconda Guerra Mondiale 1940-45. Di uno di questi militari italiani, il soldato Aldo Sacchi, catturato dalle forze armate russe nel 1942 e deceduto nel campo di Taliza (nei pressi di Mosca) l'anno successivo, è stata ricostruita la storia grazie ai recenti ritrovamenti da parte dei familiari delle sue lettere e del suo diario, oltre alla documentazione del Ministero della Difesa.[5]

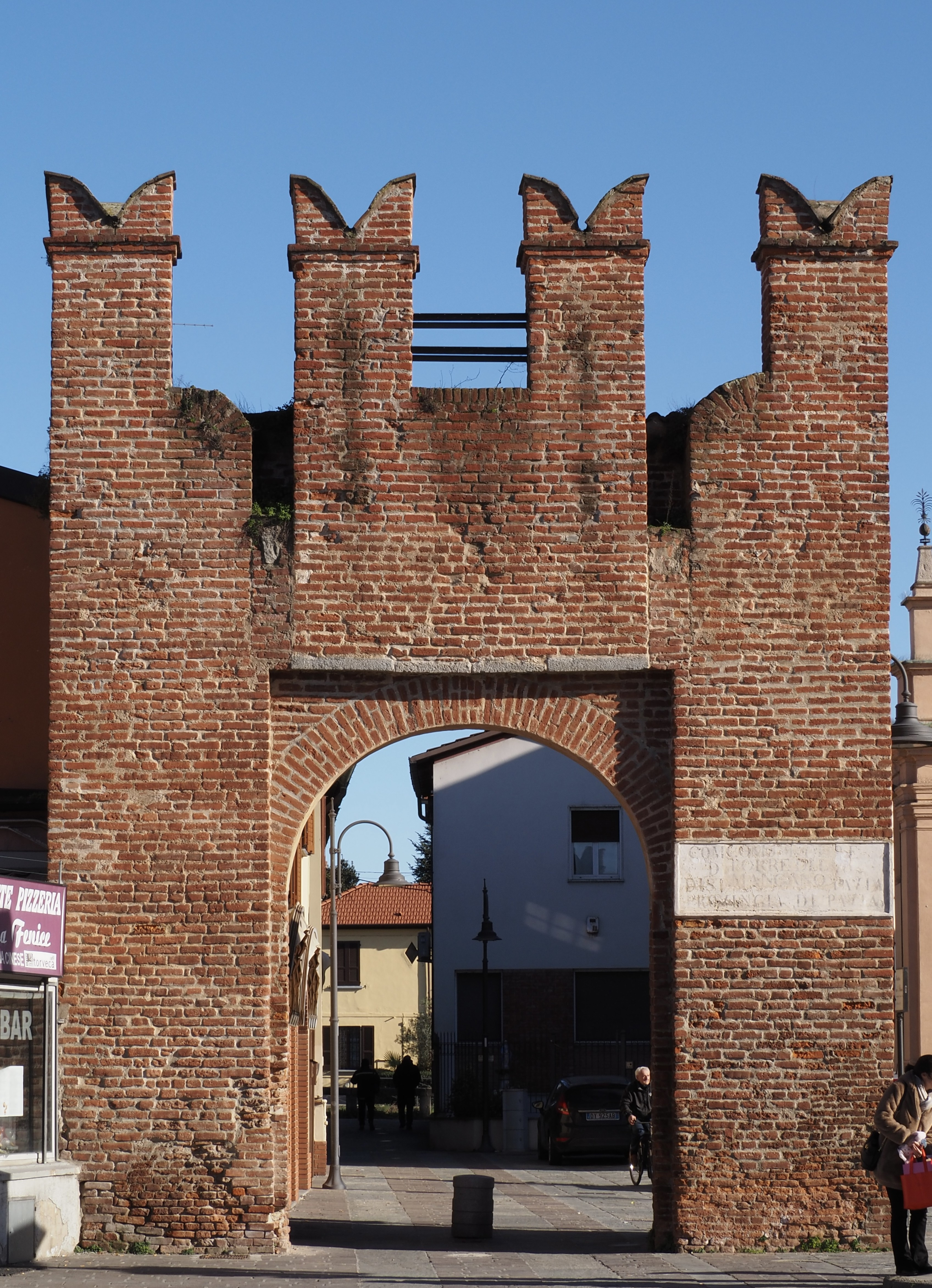
La vecchia porta di accesso al borgo fortificato di Torre del Mangano, nel comune di Certosa di Pavia

- Cascine Calderari è noto fin dal XV secolo come Cassina de Caldraris apparteneva alla Campagna Soprana pavese; nel XVIII secolo gli furono uniti gli ex comuni di Cassina Trebigliana (sec. XIV - 1757 ora Cascina Colombara) e di Uomini del Trono (sec. XIV - 1757). Nel 1872 fu aggregato a Torre del Mangano.
- Torriano apparteneva alla Campagna Soprana pavese, e nel XVIII secolo era feudo dei Pietragrassa di Pavia. Nello stesso secolo gli fu aggregato l'ex comune di Tirogno. Nel 1872 venne unito a Torriano il soppresso comune di Samperone. Nel 1929 andò a formare il comune di Certosa di Pavia.
- Samperone è noto fin dal XII secolo; il toponimo appare come “Sancto Perrono” della zona inter papiam et Mediolanum nell'elenco di pagamenti di fodro e di giogatico del 1181 (Bollea 1909). Faceva parte della Campagna Soprana pavese, e precisamente della squadra (podesteria) di Marcignago. Nel XVIII secolo era feudo dei Lucini di Milano. Nel 1872 fu aggregato a Torriano.[6]

### Simboli
Lo stemma e il gonfalone sono stati concessi con decreto del presidente della Repubblica del 17 dicembre 1953.
Lo stemma comunale riprende il biscione, simbolo dei Visconti, accompagnato dalle lettere “GRA" e "CAR”, abbreviazioni di Gratiarum Chartusiae, "Certosa delle Grazie".
Il gonfalone è un drappo di azzurro.

## Monumenti e luoghi d'interesse

### Architetture religiose
- Chiesa di Santa Maria Madre delle Grazie, presso la Certosa di Pavia (Gra-Car, Gratiarum Carthusia). Il monastero della certosa fu istituito nel 1396 e fino al 1782 fu monastero certosino maschile. Dal 1784 al 1798 fu gestito dai monaci cistercensi.[9][10]
- Chiesa di San Michele Arcangelo.[11]
- Chiesa di San Brizio Vescovo.[12]
- Chiesa di San Rocco confessore.[13]
- Chiesa di Sant'Apollinare Vescovo e Martire.[14]

### Architetture civili
- Fabbrica dei Molini Certosa (XIX secolo)[15]

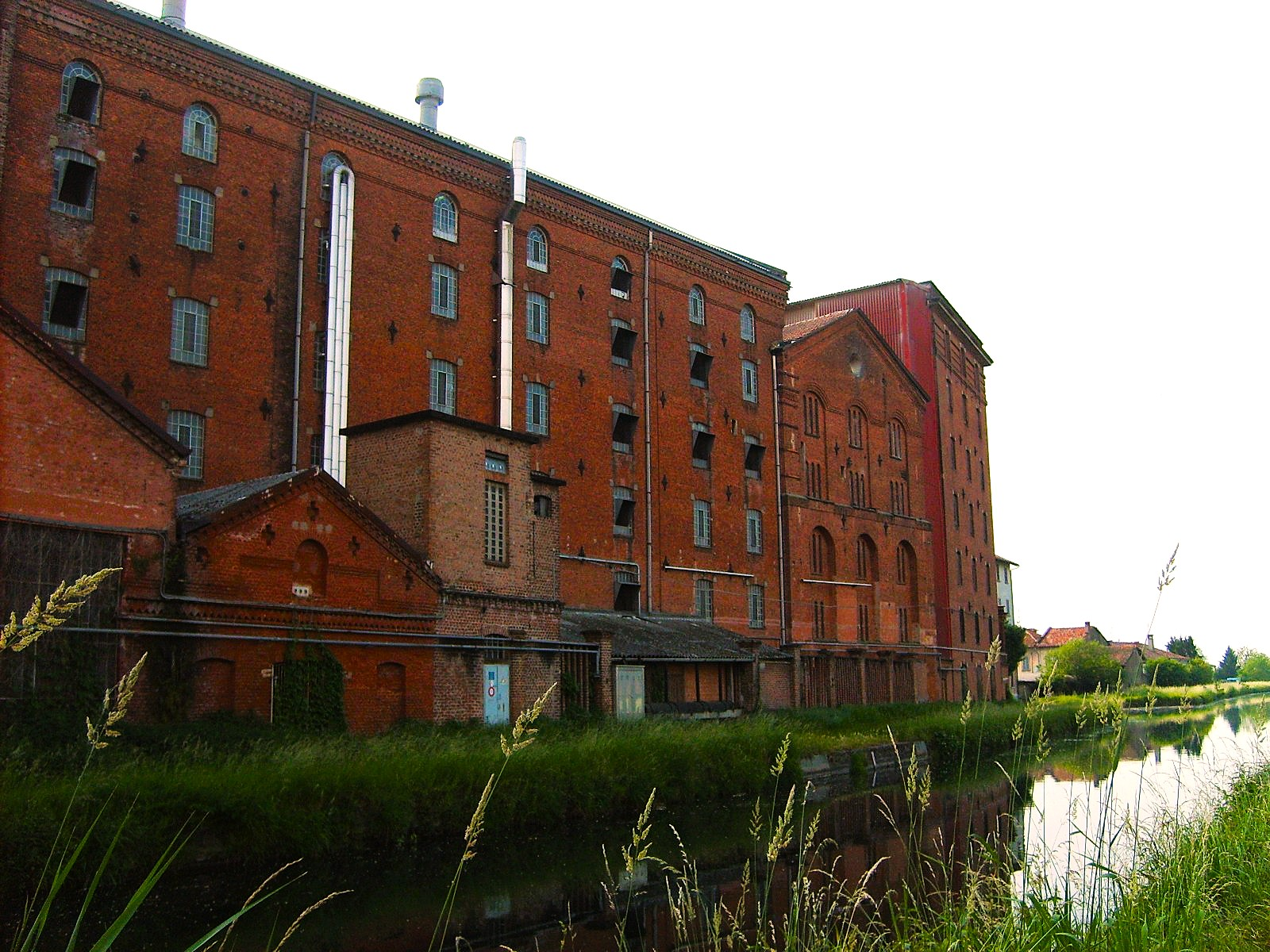
L'imponente mole dei Molini Certosa osservati dal Naviglio Pavese in un'immagine del 2009

## Società

### Evoluzione demografica
Abitanti censiti

## Cultura

### Istruzione
Nel comune sono presenti tre plessi scolastici statali: una scuola dell'infanzia, una scuola primaria e una secondaria di I grado.

### Biblioteche
- Biblioteca Comunale, in corso Partigiani, 51

### Musei
- Museo della Certosa di Pavia

## Amministrazione
| Periodo | Periodo   | Primo cittadino           | Partito | Carica      | Note |
| ------- | --------- | ------------------------- | ------- | ----------- | ---- |
| 1946    | 1948      | Anselmo Stoppini          |         | Sindaco     |      |
| 1948    | 1951      | Francesco Favini          |         | Sindaco     |      |
| 1951    | 1958      | Giovanni Negri            |         | Sindaco     |      |
| 1958    | 1966      | Giuseppe Orlandi          |         | Sindaco     |      |
| 1966    | 1970      | Giuseppe Cazzani          |         | Sindaco     |      |
| 1970    | 1973      | Santo Calza               |         | Sindaco     |      |
| 1973    | 1974      | Luigi Caselli             |         | Commissario |      |
| 1974    | 1980      | Giuseppe Cazzani          |         | Sindaco     |      |
| 1980    | 1985      | Pierangelo Mantovani      |         | Sindaco     |      |
| 1985    | 1990      | Ivano Essio Boiocchi      |         | Sindaco     |      |
| 1990    | 1991      | Ivano Essio Boiocchi      |         | Sindaco     |      |
| 1991    | 1995      | Corrado Petrini           |         | Sindaco     |      |
| 1995    | 1999      | Corrado Petrini           |         | Sindaco     |      |
| 1999    | 2004      | Corrado Petrini           |         | Sindaco     |      |
| 2004    | 2009      | Bruno Garlaschelli        |         | Sindaco     |      |
| 2009    | 2014      | Corrado Petrini           |         | Sindaco     |      |
| 2014    | 2019      | Marcello Emanuele Infurna |         | Sindaco     |      |
| 2019    | 2024      | Marcello Emanuele Infurna |         | Sindaco     |      |
| 2024    | in carica | Marcello Emanuele Infurna |         | Sindaco     |      |

## Sport

I loghi delle società sportive di calcio di Certosa di Pavia

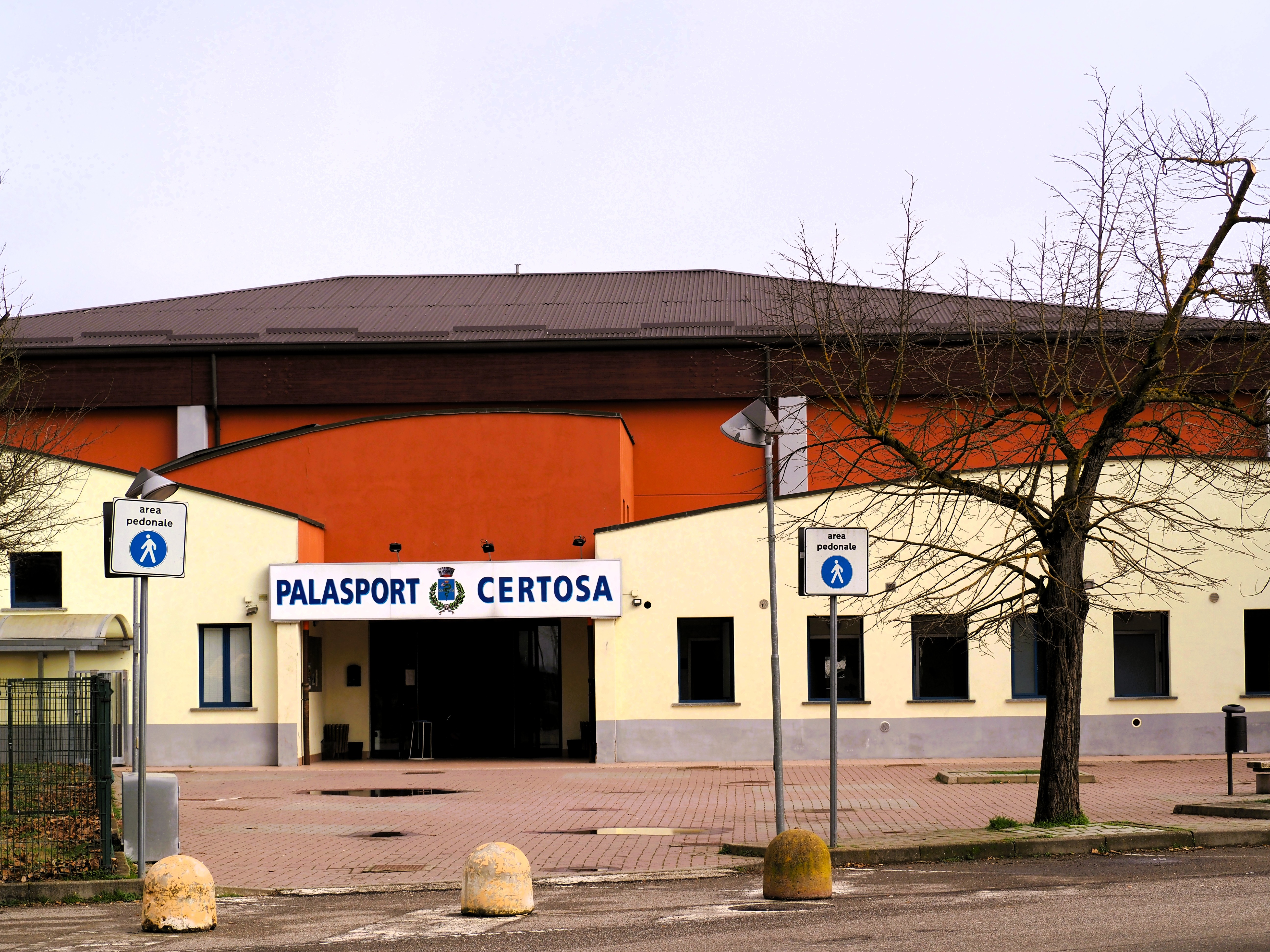
Il moderno Palazzetto dello Sport inaugurato nel 2010

La prima squadra di calcio, la A.S.D. Certosa di Pavia, milita in Seconda Categoria, Girone U-Pavia (stagione 2024-25), mentre la Real Pavese è la società che partecipa alle competizioni delle squadre giovanili. Entrambe hanno la sede presso il Centro Sportivo Comunale di via Aldo Moro 1, dove vi sono anche campi di Padel e Tennis (oltre a svolgersi partite di calcio a 5 e 7). Nel 2010 è stato inaugurato un moderno Palazzetto dello Sport ("Palestra Comunale Ivano Boiocchi") in via Palmiro Togliatti 14, struttura polivalente "che ospita volley, judo, difesa personale, fitness, pilates, ginnastica artistica e danza".
Nella frazione di Cascine Calderari vi é un campo da calcio a 7, mentre l'Oratorio S. Riccardo Pampuri, in via Monsignor Vacchini,  dispone di campi di pallacanestro, pallavolo e di calcio a 7, oltre a mettere a disposizione una vasta area attrezzata per pic-nic e giochi.